# ويليام الأول كونت بورغندي
ويليام الأول (1020 - 12 نوفمبر 1087) ادعى بـ العظيم، كان كونت بورغندي من 1057-1087، وأيضا كونت ماكون من 1078-1087، هو ابن رينو الأول وأليس من نورماندي ابنة ريتشارد الثاني دوق نورماندي.
تزوجت ويليام من امرأة اسمها ستيفاني، وأبنائهم غير متأكدين منهم في بعض الأحيان؛ منهم:-
- رينو الثاني، خلف والده ويليام، توفي في الحملة الصليبية الأولى.[3]
- ستيفن الأول، خلف شقيقه رينو، توفي في الحملة الصليبية في سنة 1101.[3]
- ريموند، زوج انفانتا أوراكا من قشتالة (لاحقا:ملكة قشتالة وليون)، اعطيت له حكومة جليقية، توفي (1107) هو والد ألفونسو السابع ملك قشتالة، مؤسس سلالة في قشتالة-ليون.
- سيبيلا، زوج أودو الأول، دوق بورغندي.
- جيزيلا، تزوجت من هومبرت الثاني، كونت سافوي ثم رينيه الأول، كونت مونتفراتو.
- كليمينتيا، تزوجت من روبرت الثاني كونت فلاندرز، ثم غودفري الأول كونت لوفان.
- غي دي فيين أصبح بابا باسم كاليستوس الثاني.[3]
- هوغو الثالث رئيس أساقفة بيزنسون.
- (ربما) بيرثا الزوجة الثالثة لـ ألفونسو السادس ملك قشتالة.